# You're Welcome
You're Welcome is een BZN-album uit 1978 dat oorspronkelijk is uitgegeven op lp en muziekcassette. Later is het ook op cd verschenen. Dit is het eerste album dat BZN maakte met Phonogram, nadat ze bij platenmaatschappij Negram waren weggegaan. You're Welcome bereikte in de Elpee top 50 tweemaal de tweede positie. Dit album stond 17 weken in die albumchart. Bij het uitkomen werd You're Welcome gelijk gebombardeerd tot album van de week. Voor dit album kreeg de groep uit Volendam goud en platina uitgereikt.
Voor de televisie werd een muziekspecial van het album opgenomen op Tenerife.
Op 'You're Welcome' staan onder andere de top 5 hits The clown en Lady McCorey, dat goed was voor een tweede plek in de Top 40.

## Tracklist
Kant A
1. Just take my hand [Th. Tol/J. Tuijp/C. Tol]
2. Lady McCorey [Th. Tol/J. Tuijp/C. Tol]
3. From here to L.A. [Th. Tol/J. Tuijp/C. Tol]
4. Play the mandoline [Th. Tol/J. Tuijp/C. Tol]
5. Hey mister [Th. Tol/J. Tuijp/C. Tol]
6. Don't break my heart [Th. Tol/J. Tuijp/C. Tol]

Kant B
1. Vive l'amour [Th. Tol/J. Keizer]
2. The clown [Th. Tol/J. Tuijp/C. Tol]
3. Sailing [Th. Tol/J. Tuijp/C. Tol]
4. Only a boozer [Th. Tol/J. Tuijp/C. Tol]
5. The end [Th. Tol/J. Tuijp/C. Tol]